# Бредлі Сміт
Бре́длі Сміт (англ. Bradley Smith; 28 листопада 1990 Оксфорд, Велика Британія) — британський мотогонщик, учасник чемпіонату світу з шосейно-кільцевих мотогонок MotoGP. У сезоні 2016 року виступає за команду «Monster Yamaha Tech 3» під номером 38.

## Кар'єра

### MotoGP
У сезоні 2015 Бредлі продовжив виступати за команду «Monster Yamaha Tech 3». Він став одним із найстабільніших гонщиків чемпіонату і лише одним із двох гонщиків (разом з Валентіно Россі), які фінішували у всіх гонках в заліковій зоні. Найкращим його результатом стало 2-е місце на Гран-Прі Сан Марино. Загалом же за підсумками чемпіонату Бредлі посів шосте місце в загальному заліку. На додачу до цього, Бредлі разом зі своїм партнером по команді Полом Еспаргаро, а також Кацуюкі Накасугою, здобули перемогу на престижних змаганнях Suzuka 8 годин, вперше для команди Yamaha з 1996 року.
В сезоні 2016 Сміт продовжив свої виступи в складі «Monster Yamaha Tech 3», проте вже на початку року стало відомо, що на наступний сезон британець приєднається до команди KTM, яка дебютуватиме у гонках серії Гран-Прі.

## Статистика виступів у MotoGP

### В розрізі сезонів
| Сезон | Клас   | Мотоцикл           | Команда               | Гонки | Пер | Под | ПП | НК | Очки  | Місце |
| ----- | ------ | ------------------ | --------------------- | ----- | --- | --- | -- | -- | ----- | ----- |
| 2006  | 125сс  | Honda RS125R       | Repsol Honda          | 14    | 0   | 0   | 0  | 0  | 20    | 19    |
| 2007  | 125сс  | Honda RS125R       | Repsol Honda          | 16    | 0   | 1   | 0  | 0  | 101   | 10    |
| 2008  | 125сс  | Aprilia RSA 125    | Polaris World         | 17    | 0   | 4   | 3  | 0  | 150   | 6     |
| 2009  | 125сс  | Aprilia RSA 125    | Bancaja Aspar         | 16    | 2   | 9   | 3  | 3  | 223,5 | 2     |
| 2010  | 125сс  | Aprilia RSA 125    | Bancaja Aspar         | 17    | 1   | 6   | 3  | 1  | 223   | 4     |
| 2011  | Moto2  | Tech 3 Mistral 610 | Yamaha Tech 3         | 16    | 0   | 3   | 0  | 1  | 121   | 7     |
| 2012  | Moto2  | Tech 3 Mistral 610 | Yamaha Tech 3         | 17    | 0   | 0   | 0  | 0  | 109   | 9     |
| 2013  | MotoGP | Yamaha YZR-M1      | Yamaha Tech 3         | 18    | 0   | 0   | 0  | 0  | 116   | 10    |
| 2014  | MotoGP | Yamaha YZR-M1      | Monster Yamaha Tech 3 | 18    | 0   | 1   | 0  | 0  | 121   | 8     |
| 2015  | MotoGP | Yamaha YZR-M1      | Yamaha Tech 3         | 18    | 0   | 1   | 0  | 0  | 181   | 6     |
| 2016* | MotoGP | Yamaha YZR-M1      | Yamaha Tech 3         |       |     |     |    |    |       |       |

Примітка: * — сезон триває.